# Canarium zeylanicum
Canarium zeylanicum es una especie de planta de flores perteneciente a la familia Burseraceae. Es endémico de Sri Lanka. Se le trata en peligro de extinción por pérdida de hábitat.

## Taxonomía
Canarium zeylanicum fue descrita por (Retz.) Blume y publicado en Mus. Bot. 1(14): 218. 1850
Sinonimia
- Amyris elemifera J.König ex Blume
- Amyris zeylanica Retz.
- Balsamodendrum zeylanicum Kunth
- Canarium auriculatum H.J.P.Winkl.
- Canarium balsamiferum Moon
- Canarium commune Wight & Arn.[4]